# Josef Berner
Josef Johann Berner (* 13. Februar 1755 in Kronach; † 14. Juni 1837) war ein deutscher Mediziner.

## Leben
1771 studierte Berner an der Bamberger Akademie Medizin, drei Jahre später an der Universität. Schließlich erwarb er 1783 einen Doktortitel und kam ein Jahr später in seine Heimatstadt Kronach zurück, um dort als Stadtphysikus (Stadtarzt) zu arbeiten. Stadtärzte waren seit dem Spätmittelalter ein vom Stadtrat ernannter Arzt, der neben einer privaten Praxis auch die heutigen Aufgaben eines Gesundheitsamtes einnahm. 1803 wurde er Landgerichtsphysikus von Kronach. Während seiner Karriere erhielt er viele Auszeichnungen, unter anderen auch die goldene Denkmünze, eine zu damaliger Zeit hohe Auszeichnung. 1833 feierte er sein 50-jähriges Dienstjubiläum auf der Festung Rosenberg; vier Jahre später beendete er seine Karriere als Landesgerichts- und Garnisons-Arzt. Im Alter von 82 Jahren verstarb der Mediziner am 14. Juni 1837. Eine später aufgefundene, ausführlich beschriebene schieferne, jedoch zerbrochene Grabplatte wurde 1967 in der Friedhofskirche in Kronach angebracht.
Josef Berner war mit Juliana, geb. Greis, verheiratet.

## Medizinische Erfolge
Während der Truppendurchzüge des bayerischen, französischen und neapolitanischen Militärs kam es zur Typhus- bzw. Fleckfieberepidemie in Kronach. Die Soldaten waren zudem meist verwundet und schleppten auch andere Krankheiten ein. Als Medizinalrat leistete Berner hervorragende Arbeit an den Verwundeten, indem er diese trotz der schlechten medizinischen Entwicklung jener Zeit versorgte. Aufgrund dessen wurde ihm von König Maximilian I. am 20. September 1807 die goldene bayrische Civil-Verdienstmedaille verliehen (Beschluss vom 6. April 1807).